# غنج علي خان
غنج علي خان (الفارسية: گنجعلیخان أو گنج علی خان؛ تُوفي عام 1624) كان ضابطًا عسكريًا في إيران الصفوية، وشغل منصب الحاكم في مقاطعات مختلفة وكان معروفًا بخدمته المخلصة للملك (الشاه) عباس الأول. ساعد غنج علي خان الشاه باستمرار في جميع حملاته العسكرية تقريبًا حتى وفاته في عام 1624/1625. وكان أيضًا بانيًا عظيمًا، وأحد أعظم إنجازاته هو مجمع غنج علي خان.

## السيرة

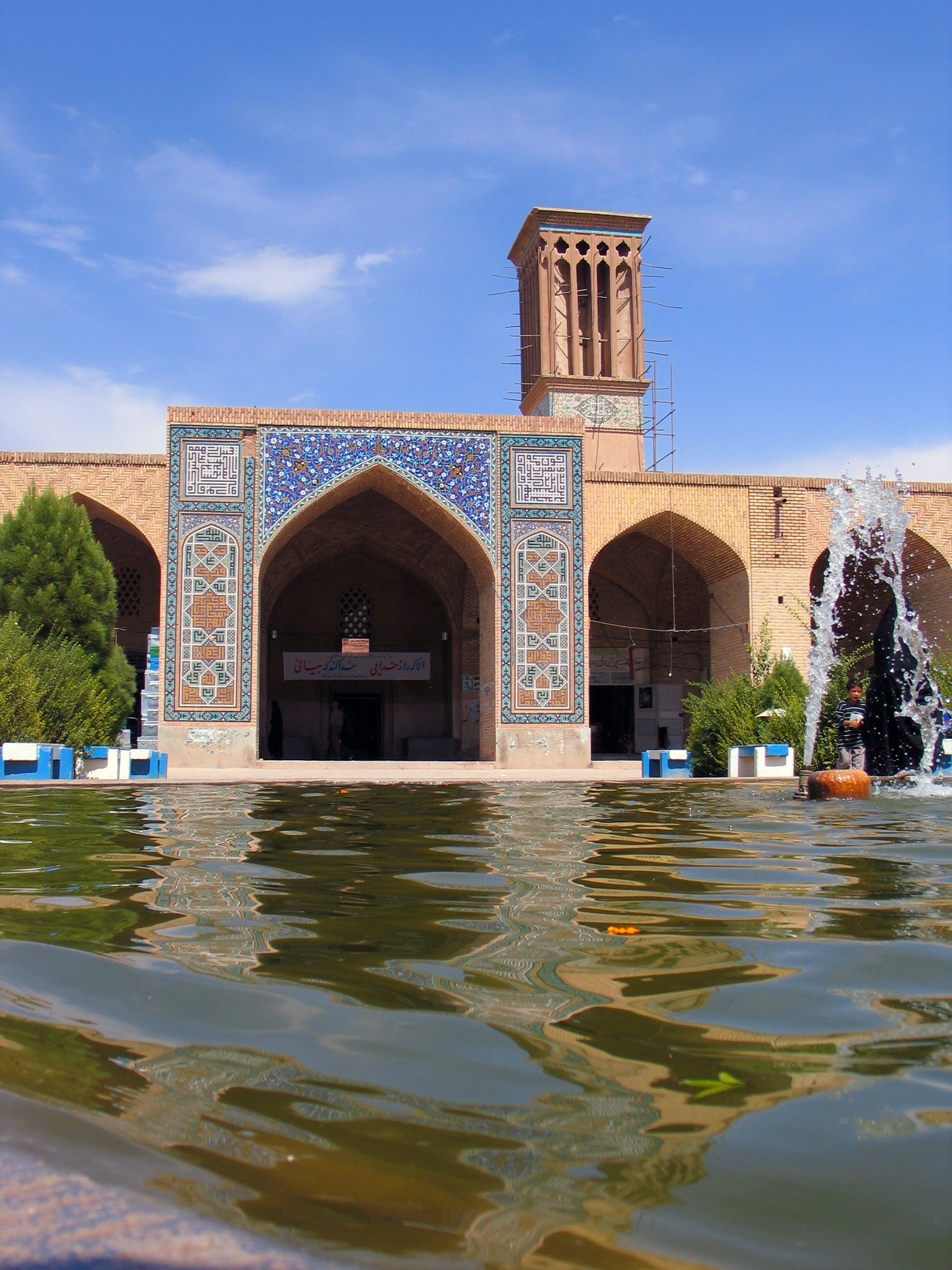
صورة لمجمع غنج علي خان، أحد المباني العديدة التي بُني في عهد غنج علي خان.

كان غنج علي خان ينتمي في الأصل إلى قبيلة كردية تجوب غرب إيران، ولكن عندما كان قاصرًا، انتقل إلى هرات في خراسان، حيث نشأ مع الأمير عباس الأول. أصبح كلاهما صديقين مقربين، واستمرت علاقتهما على هذا النحو عندما اعتلى عباس الأول العرش الصفوي في عام 1587. في عام 1596، قام عباس الأول، بعد قمع التمرد في كرمان ووضع حد لحكم القزلباش في المكان، بتعيين غنج علي خان حاكمًا لها. علاوة على ذلك، عُين أيضًا حاكمًا لسيستان، وبعد فترة وجيزة استولى على قلعة فتح وقلعة تراقون من الأزبك. في عام 1602/3، شارك في الحملة الصفوية للاستيلاء على مدينة بخارى التي يسيطر عليها الأزبك. شارك أيضًا في الحرب العثمانية الصفوية في الفترة من 1603 إلى 1618.
في منتصف القرن السابع عشر، احتج المجتمع الزرادشتي في كرمان على المعاملة العدائية التي تلقوها من رجال الدين الإسلامي المحليين، واتهموا أيضًا غنج علي خان بالاستيلاء على منازلهم وتدميرها لإفساح المجال لمشاريع البناء الخاصة به. وهذا ما دفع عباس إلى السفر إلى كرمان للتحقيق في الأمر في عام 1606، حيث وجد أن غنج علي خان لم يكن الجاني الحقيقي. ثم عاد عباس إلى عاصمته أصفهان، حيث أصدر مرسومًا يأمر بحماية الأقلية الزرادشتية.
في عام 1611، اندلعت ثورة في بلوشستان، والتي قمعها غنج علي خان من خلال الاستيلاء على معقلهم. وبعد خمس سنوات، كان غنج علي خان حاضرًا مرة أخرى في الحرب العثمانية الصفوية، وشارك في الغزو الناجح لجورجيا. في عام 1622، عُين غنج علي خان حاكمًا لمدينة قندهار التي تم الاستيلاء عليها حديثًا. تُوفي لاحقًا في عام 1624/5، بينما ذهبت ولاية قندهار إلى ابنه علي مردان خان وولاية كرمان إلى شخص معين يُدعى طهماسب قلي خان.

## أنشطة البناء
اشتهر غنج علي خان في الغالب بنشاطاته الإنشائية، مثل خان زين الدين في يزد، والخزان الأرضي في صحراء لوط بين خراسان وكرمان.
ومن أبرز منشآته مجمع خان غنج علي في كرمان.

## طالع أيضًا
- قائمة حكام كرمان الصفويين [الإنجليزية]